# Großharthau
Großharthau és un municipi alemany que pertany a l'estat de Saxònia. Es troba a 25 kilòmetres entre Dresden i Bautzen i està situada al nord dels Turons de Lusàcia, vora Bischofswerda.

## Divisió administrativa
|                 | Població | Àrea    |
| --------------- | -------- | ------- |
| Großharthau     | 1.371    | 800 ha  |
| OT Bühlau       | 489      | 620 ha  |
| OT Schmiedefeld | 445      | 660 ha  |
| OT Seeligstadt  | 1.127    | 1650 ha |
| Total           | 3.432    | 3730 ha |